# Е Гуанфу
Е Гуанфу (кит. упр. 叶光富, пиньинь Yè Guāngfù; род 1 сентября 1980) — китайский тайконавт (космонавт), полковник ВВС КНР (китайский военный лётчик ВВС НОАК).

## Биография
Полковник Е Гуанфу (родился 1 сентября 1980 в округе Чэнду провинции Сычуань) - китайский военный летчик и астронавт Корпуса астронавтов Народно-освободительной армии (НОАК), выбранный в рамках программы Шэньчжоу. В качестве пилота ВВС Народно-освободительной армии Е Гуанфу проработал четыре года в качестве инструктора и четыре года в качестве пилота реактивного истребителя и налетал в общей сложности 1100 часов. Он был выбран во вторую группу китайских астронавтов в 2010 году и получил квалификацию в 2014 году. Е Гуанфу впервые появился на публике после завершения подземной учебной миссии в итальянской пещере в 2016 году, организованной ЕКА.
Свободно владеет английским и русским языками.

## Космические полёты
Весной 2021 года Е Гуанфу стал дублёром в экипаже «Шэньчжоу-12», а уже 15 октября того же года он стартовал на корабле «Шэньчжоу-13» оператором-лаборантом и после стыковки работал на китайской космической станции.
```
 24 апреля 2024 года было объявлено о назначении Е Гуанфу командиром в экипаж пилотируемой миссии космического корабля «
Шэньчжоу-18
» для осуществления седьмой основной экспедиции на орбитальной станции 
Тяньгун
[
4
]
.
```

Статистика полетов Е Гуанфу
| #               | Статус в полете | Корабль, Миссия         | Старт, UTC           | Корабль посадки | Посадка, UTC         | Налёт                     | ВКД: время (количество) |
| --------------- | --------------- | ----------------------- | -------------------- | --------------- | -------------------- | ------------------------- | ----------------------- |
| 1               | Член Экипажа    | Шэньчжоу-13, Тяньгун(2) | 15.10.2021, 16:23:56 | Шэньчжоу-13     | 16.04.2022, 01:56:37 | 182 дня 9 часов 32 минуты | 6 часов 11 минут (1)    |
| 2               | Командир        | Шэньчжоу-18, Тяньгун(7) | 25.04.2024, 12:59    | Шэньчжоу-18     | 03.11.2024, 17:24:27 | 192 дня 4 часа 25 минут   | 15 час. 2мин. (2)       |
| Суммарный налёт | Суммарный налёт | Суммарный налёт         | Суммарный налёт      | Суммарный налёт | Суммарный налёт      | 374дн. 13час. 58мин.      | 21час. 13мин. (3)       |

### Комментарии
1. ↑  ВКД — Внекорабельная деятельность или выход в открытый космос